# Ахтар, Шабана
Шабана Ахтар (урду شبانہ اختر‎; род. 5 апреля 1972 или 5 апреля 1970) — пакистанская легкоатлетка, выступавшая в беге на короткие и средние дистанции, прыжках в длину и высоту. Участница летних Олимпийских игр 1996 года, двукратная чемпионка Южноазиатских игр 1993 и 1995 годов. Первая женщина, представлявшая Пакистан на Олимпийских играх.

## Биография
Шабана Ахтар родилась 5 апреля 1972 года (по другим данным, 1970 года).
В 1989—1998 годах 42 раза выигрывала чемпионат Пакистана по лёгкой атлетике в беге на 100 метров, беге на 200 метров, беге на 400 метров, прыжках в длину, прыжках в высоту, эстафете 4х100 метров и эстафете 4х400 метров. Была рекордсменкой Пакистана в прыжках в длину.
Дважды участвовала в чемпионатах мира. В 1993 году в Штутгарте выбыла в 1/8 финала в беге на 100 метров с результатом 12,76 секунды и беге на 200 метров (26,39). В 1995 году в Гётеборге выбыла на той же стадии на 100-метровке (12,40).
Дважды выигрывала золотые медали Южноазиатских игр в прыжках в длину: в 1993 году в Дакке и в 1995 году в Мадрасе. На Играх 1995 года завершила соревнования с национальным рекордом, показав результат 6,31 метра. Кроме того, ещё трижды выступала на Южноазиатских играх: в 1989 году в Исламабаде и в 1991 году в Коломбо.
В 1996 году вошла в состав сборной Пакистана на летних Олимпийских играх в Атланте. В прыжках в длину заняла в квалификации 33-е место с результатом 5,80, проиграв 78 сантиметров худшей из попавших в финал Вуле Патулиду из Греции.
Ахтар стала первой женщиной, представлявшей Пакистан на Олимпийских играх.
В том же году завоевала четыре золотых медали на Международных женских играх в Исламабаде, установив новые рекорды в беге на 100 и 200 метров.
В 1997 году на Играх женской спортивной солидарности исламских странах в Тегеране завоевала две золотых медали в прыжках в длину и эстафете 4х200 метров.
В 1998 году награждена национальной спортивной премией «Тамга-и-Имтиаз».

## Личный рекорд
- Прыжки в длину — 6,31 (26 декабря 1995, Мадрас)[5][3]